# هوراشيو بوتوملي
هوراشيو ويليام بوتوملي (بالإنجليزية Horatio Bottomley) (23 مارس 1860 - 26 مايو 1933) صحفي و محرراً وعضو في البرلمان. اشتهر بتحريره للمجلة الشعبية جون بول، وبخطابه القومي خلال الحرب العالمية الأولى. انتهت حياته المهنية فجأة عندما أدين عام 1922. بتهمة الاحتيال وحكم عليه بالسجن لمدة سبع سنوات.

## حياته
ولد بوتوملي في شارع سانت بيتر في لندن، وهو الطفل الثاني والابن الوحيد لويليام كينج بوتوملي، وإليزابيث ني هوليواك. إليزابيث كانت تنتمي إلى عائلة من المحرضين الراديكاليين المعروفين - كان شقيقها جورج جاكوب هوليوك مؤسسا للحركة العلمانية وفي وقت لاحق من حياته كان شخصية بارزة في نمو المجتمعات التعاونية.
توفي ويليام بوتوملي في عام 1864 وإليزابيث بعد عام. تم الاعتناء بهوراشيو وأخته الكبرى فلورنسا، في البداية من قبل عمهما ويليام هوليوك، وهو فنان يعيش في حي مارليبون في لندن. بعد عام ، تم نقلهم إلى التبني، على حساب عمهم جورج يعقوب. تم تبني فلورنسا رسميا من قبل عائلتها بالتبني. في هذه المرحلة، شعر هوليوك بعدم القدرة على الاستمرار في دعم هوراشيو ماليا، ورتب لقبوله في دار أيتام يوشيا ماسون في إردينجتون، برمنغهام. كان هذا منزل هوراشيو للسنوات الخمس. أكد بعض كتاب السيرة الذاتية على قسوة معيشته بذاك الوقت.

## وفاته
توفي بوتوملي في مستشفى ميدلسكس في 26 مايو 1933 عن عمر يناهز 73 عاما، وتم حرق جثته في محرقة غولدرز جرين.